# Nicola Coviello
Nicola Coviello (Avigliano, 1867 – Catania, 1º agosto 1913) è stato un giurista italiano.

## Biografia
Dopo aver compiuto gli studi secondari, fu indirizzato agli studi giuridici dal padre Domenico, consigliere di Corte d'appello. Si laureò a Napoli nel 1888, ed entrato giovanissimo in Magistratura, si dimise presto per dedicarsi all'insegnamento. Divenne fedele discepolo di Emanuele Gianturco, che in quegli anni insegnava come libero docente nella facoltà giuridica napoletana.
All'età di 25 anni conseguì la libera docenza in diritto civile: insegnò all'Università di Napoli, poi nella libera Università di Urbino. Nel 1896, col grado di ordinario di diritto civile fu nominato insegnante all'Università di Catania e vi rimase anche quando gli venne offerta la cattedra di diritto ecclesiastico a Pisa, e quella di diritto civile a Pavia. 
A Roma, a Catania, a Gravina di Catania e ad Avigliano c'è una via a lui dedicata, così come un'aula della facoltà giuridica napoletana, Palazzo "Pecoraro-Albani". Morì a Catania nel 1913.

## Pubblicazioni
- Manuale di diritto civile italiano, ristampa 1992, Edizioni Scientifiche Italiane[3].